# Tyrone Nesby
Tyrone Lamont Nesby (Cairo, Illinois, 31 de enero de 1976) es un exjugador de baloncesto estadounidense. Con 2.03 de estatura, su puesto natural en la cancha era el de alero.

## Trayectoria
Después de jugar dos temporadas en la División I de la NJCAA para los Vincennes Trailblazers y otras dos en la División I de la NCAA para los UNLV Rebels, se presentó al Draft de la NBA de 1998 donde no fue seleccionado por ninguna franquicia. 
Comenzó su carrera como profesional jugando para los Sioux Falls Skyforce de la Continental Basketball Association.
En 1999 fue contratado por Los Angeles Clippers, haciendo así su debut en la NBA. En diciembre de 2000 su equipo lo transfirió a los Washington Wizards a cambio de Obinna Ekezie y Cherokee Parks.
Posteriormente jugó en Grecia, Italia, Serbia y Lituania, antes de retornar a los Estados Unidos. Ya instalado en Las Vegas, se convirtió en propietario de la franquicia Las Vegas Venom de la ABA, equipo para el cual también se desempeñaría como jugador-entrenador durante la temporada 2006-07.

## Estadísticas de su carrera en la NBA

### Temporada regular
| Año     | Equipo        | PJ  | PT  | MPP  | %TC  | %3P  | %TL  | RPP | APP | ROB | TPP | PPP  |
| ------- | ------------- | --- | --- | ---- | ---- | ---- | ---- | --- | --- | --- | --- | ---- |
| 1998-99 | L.A. Clippers | 50  | 36  | 25.8 | .449 | .365 | .782 | 3.5 | 1.6 | 1.5 | .4  | 10.1 |
| 1999-00 | L.A. Clippers | 73  | 39  | 31.7 | .398 | .335 | .791 | 3.8 | 1.7 | 1.0 | .4  | 13.3 |
| 2000-01 | L.A. Clippers | 14  | 12  | 23.7 | .325 | .217 | .783 | 3.0 | .8  | .7  | .3  | 7.7  |
| 2000-01 | Washington    | 48  | 22  | 25.5 | .366 | .291 | .807 | 2.7 | 1.4 | .9  | .3  | 8.4  |
| 2001-02 | Washington    | 70  | 9   | 21.4 | .435 | .277 | .688 | 4.5 | 1.3 | .9  | .3  | 6.3  |
| total   | total         | 255 | 118 | 26.1 | .404 | .316 | .772 | 3.7 | 1.5 | 1.0 | .4  | 9.5  |

## Vida personal
Su hijo, Tyrone Nesby IV, es jugador profesional de baloncesto.